# Gustave Hainsselin
Gustave Hainsselin est un homme politique français né le 9 février 1835 à Airion (Oise) et décédé le 24 septembre 1925 à Saint-Just-en-Chaussée (Oise).
Ingénieur civil, il commence sa carrière en Pologne, à la construction de la ligne Varsovie-Saint-Petersbourg. Revenu en France en 1875, il est conseiller d'arrondissement puis conseiller général en 1877. Il est député de l'Oise de 1889 à 1898.

## Sources
- « Gustave Hainsselin », dans le Dictionnaire des parlementaires français (1889-1940), sous la direction de Jean Jolly, PUF, 1960 [détail de l’édition]